# Tirídates III de Partia
Tirídates III de Partia (en persa: تيرداد سوم‎) gobernó el Imperio parto brevemente entre los años 35-36. Era nieto del Fraates IV. Fue enviado a Roma como rehén con sus hermanos y fue educado ahí.
En torno al año 35, cuando la nobleza parta se rebeló contra Artabano III, solicitaron al emperador Tiberio un rey descendiente de Fraates. Tiberio envió a Tirídates al este y ordenó a Lucio Vitelio (el padre del emperador Vitelio) que restaurara la autoridad romana ahí. Mediante muy diestras operaciones militares y diplomáticas Vitelio tuvo completo éxito. Artabano fue abandonado por sus seguidores y huyó.
Sin embargo, Tirídates, que fue proclamado rey, no pudo mantenerse, porque apareció ante los partos como un vasallo de los romanos. Artabano pronto retornó desde Hircania con un fuerte ejército de auxiliares escitas (dahes), y fue de nuevo reconocido por los partos. Tirídates abandonó Seleucia y huyó a Siria.
El historiador romano Tácito escribe que el oficial de la corte parta Abdagaeses, quien ejercía control político sobre Tirídates, previno a Tirídates del peligro de visitar a las tribus partas. Esta política evitó que los desconfiados clanes se unieran contra Tirídates en un periodo. No obstante, cuando la situación se hizo insostenible, fue Abdagaeses quien advirtió a Tirídates que se retirara al oeste a Mesopotamia donde existían adecuadas posiciones defensivas. Este movimiento fue visto como un acto de cobardía por las tribus partas, que llevó a la expulsión de Tirídates del poder.